# Rodrigo Taddei
Rodrigo Taddei (San Paolo, 6 marzo 1980) è un ex calciatore brasiliano, di ruolo centrocampista.

## Caratteristiche tecniche
Giocatore ordinato tatticamente ed abile nel dribbling, sebbene impiegato soprattutto da esterno destro alto, ha giocato in tutte le posizioni dell'attacco, in alcune circostanze anche da prima punta; vero e proprio jolly della squadra romanista, la sua duttilità tattica è sempre stata la sua peculiarità.
Dotato di grande resistenza fisica e di grande generosità, unita ad una tecnica sopraffina, è stato un giocatore essenziale nel 4-2-3-1 della Roma di Spalletti.
Negli ultimi anni di carriera, specialmente al Perugia, è stato impiegato principalmente come mezzala di centrocampo o regista.

## Carriera

### Palmeiras e Siena

Taddei esulta con la maglia del Siena nel 2003

Cominciò la carriera professionistica con il Palmeiras, nelle cui file disputò la stagione 2001-2002, giocando 25 partite e mettendo a segno un gol. Nel settembre del 2002 fu ingaggiato in Italia dal Siena, con cui giocò per tre stagioni.
L'8 giugno 2003, dopo il pareggio per 1-1 che consentì al Siena di ottenere la prima, storica promozione in Serie A dopo 99 anni di storia, Taddei fu vittima di un grave incidente automobilistico nel quale perse la vita il fratello minore, Leonardo. Con loro sulla macchina, sbalzata fuori dalla strada a causa di una gomma scoppiata, c'erano l'ex calciatore del Siena Pinga e due amici dei giocatori.
Ripresosi dall'incidente, Taddei aiutò la squadra a guadagnare la salvezza nel campionato di Serie A 2003-2004. Nell'annata seguente, avendo rifiutato di firmare il rinnovo del contratto, fu messo fuori rosa dall'inizio di agosto e saltò buona parte della stagione. Il giocatore intraprese un'azione legale accusando la società di mobbing, accusa lasciata cadere però a dicembre in quanto fu reintegrato in rosa in seguito all'accordo della società toscana con la Roma.

### Roma
Alla scadenza del suo contratto con il club senese, nell'estate del 2005 fu ingaggiato dalla Roma. Con i giallorossi ha collezionato presenze in campionato, Coppa Italia, Coppa UEFA e Champions League. Proprio con la casacca giallorossa ha segnato il suo primo gol nelle competizioni europee, quando nell'edizione 2005-06 della Coppa UEFA segnò al Basilea uno dei tre gol con cui la Roma vinse la partita (con risultato di 3-1) e ottenne il pass per i sedicesimi di finale.
Il 18 ottobre 2006, durante l'incontro Olympiakos-Roma valido per il primo turno di UEFA Champions League, sorprese pubblico e critica con un gesto tecnico particolare: ripreso e trasmesso da molte televisioni, tale gesto fu battezzato dal giocatore Aurelio, in onore di uno dei vice di Spalletti, Aurelio Andreazzoli, che aveva spesso incoraggiato il giocatore a provarlo in partite ufficiali. L'Aurelio era già stato messo in pratica ai tempi in cui Taddei giocava nel Siena, senza tuttavia salire agli onori della cronaca. Fu utilizzato anche durante gli ottavi di finale di UEFA Champions League 2006-2007 nel match Lione - Roma ai danni di Éric Abidal e più recentemente nell'incontro d'andata del 3º turno preliminare di UEFA Europa League tra Roma e Gent.
Con la Roma è stato in grado di esprimere al meglio le sue qualità tecnico-tattiche, diventando titolare nella formazione di Luciano Spalletti e risultando tra i giocatori impiegati con maggiore assiduità dall'allenatore, a testimonianza di una notevole integrità fisica. La sua capacità di eseguire sia la fase offensiva che la fase difensiva, oltre che ad un costante contributo di quantità e qualità a centrocampo, lo rendono un giocatore fondamentale per gli schemi e le tattiche del tecnico Spalletti. È divenuto ben presto un idolo dei tifosi e il 25 giugno 2007 rilasciò un'intervista al canale tematico Roma Channel in cui dichiarò:
Il 5 dicembre 2007 realizzò la sua seconda doppietta in maglia giallorossa, contro il Cagliari (dopo quella dell'anno precedente nella partita contro la Fiorentina, terminata col punteggio di 3-1 per i giallorossi), fissando il risultato sul 2-0. Il primo gol in UEFA Champions League 2007-2008 lo ha realizzato il 5 marzo 2008, in occasione della partita di ritorno degli ottavi di finale contro il Real Madrid allo Stadio Santiago Bernabéu.

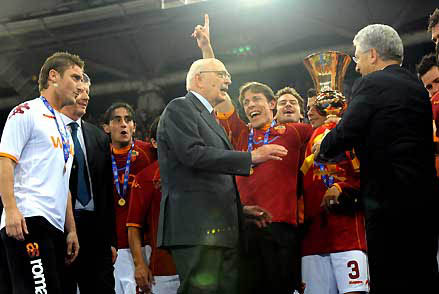
Taddei, col braccio alzato, durante i festeggiamenti per la Coppa Italia del 2008

La rete di Taddei, che ha aperto le marcature della vittoria per 2-1 della Roma (stesso risultato dell'andata) con un preciso colpo di testa ad incrociare su cross di Max Tonetto, è risultata decisiva ai fini della qualificazione della Roma ai quarti di finale. Il 25 novembre 2010 il giocatore subisce nuovamente un infortunio, che lo terrà fuori per un mese circa. Il 27 gennaio 2011 torna al gol realizzando lo 0-2 contro la Juventus nei quarti di finale di Coppa Italia, grazie ad una semi-rovesciata che ha trafitto Marco Storari. Il 21 dicembre 2011 segna il suo primo gol nella stagione 2011-2012 con un tiro al volo dal limite dell'area nella partita Bologna-Roma finita 0-2.
Nel biennio successivo, sotto la guida di Luis Enrique e di Zdeněk Zeman poi, Taddei vede nuovamente cambiare la sua posizione in campo da esterno offensivo di centrocampo a terzino. La dubbia efficacia nel ruolo non gli consente però di trovare spazio regolarmente, ma resta comunque utile la naturalezza con cui viene spostato all'occorrenza da destra a sinistra. Non risalta mai, complice anche la duplice stagione non felice della nuova Roma americana (specialmente la seconda con Zeman e conclusa con Aurelio Andreazzoli in panchina).
Nell'annata 2013-2014, sotto la guida di Rudi Garcia, Taddei è molto indietro nelle gerarchie teoriche della rosa; il tecnico francese lo schiera in una posizione per lui nuova, da intermedio di centrocampo del 4-3-3, e talvolta addirittura come mediano davanti alla difesa nel 4-2-3-1. Nel mese di marzo, complice l'infortunio di Strootman e la concomitante squalifica di 3 giornate di De Rossi, Taddei ritrova la sua naturale dimensione in questo nuovo ruolo, posizione che gli richiede meno rapidità di passo (andata un po' persa negli anni), ma che ne esalta il senso della posizione e il piede brasiliano. Il 2 aprile 2014 torna al gol contro il Parma, gara terminata 4-2 per i capitolini. Arrivato al termine della stagione, non rinnova il suo contratto con la Roma, svestendo la maglia giallorossa dopo nove anni, 296 presenze e 31 reti.
Si reca comunque all'Olimpico per assistere alla prima partita stagionale della Roma nell'annata successiva.

### Perugia
Nell'estate del 2014, rimasto svincolato, Taddei si accasa al Perugia, neopromosso in Serie B. All'esordio ufficiale in maglia biancorossa, il 17 agosto, nel secondo turno di Coppa Italia contro la FeralpiSalò, realizza il rigore che apre le marcature nel 2-0 finale dei grifoni. Il 29 dello stesso mese gioca da titolare la prima di campionato contro il Bologna, incontro che termina con la vittoria casalinga 2-1 dei perugini. Gioca 25 partite e segna 3 gol piazzandosi dodicesimo nella top 15 dei centrocampisti di Serie B secondo una classifica stilata dalla Lega Serie B.

### Ritiro
Il 26 luglio 2016 risolve consensualmente con un anno di anticipo il contratto che lo legava al club perugino e di fatto si ritira dal calcio giocato.

## Statistiche

### Presenze e reti nei club
Statistiche aggiornate al termine della carriera da calciatore.
| Stagione         | Squadra          | Campionato       | Campionato | Campionato | Coppe nazionali | Coppe nazionali | Coppe nazionali | Coppe continentali | Coppe continentali | Coppe continentali | Altre coppe | Altre coppe | Altre coppe | Totale | Totale |
| Stagione         | Squadra          | Comp             | Pres       | Reti       | Comp            | Pres            | Reti            | Comp               | Pres               | Reti               | Comp        | Pres        | Reti        | Pres   | Reti   |
| ---------------- | ---------------- | ---------------- | ---------- | ---------- | --------------- | --------------- | --------------- | ------------------ | ------------------ | ------------------ | ----------- | ----------- | ----------- | ------ | ------ |
| 1998             | Palmeiras        | A1/SP+A          | 2+0        | 0+0        | CB              | 1               | 0               | CM                 | -                  | -                  | RSP         | -           | -           | 3      | 0      |
| 1999             | Palmeiras        | A1/SP+A          | 5+0        | 0+0        | CB              | -               | -               | -                  | -                  | -                  | RSP         | 1           | 0           | 6      | 0      |
| 2000             | Palmeiras        | A1/SP+A          | 9+17       | 1+1        | CB              | 2               | 0               | CL+CM              | 2+10               | 1+0                | RSP+CdC     | 5+4         | 0+2         | 49     | 5      |
| 2001             | Palmeiras        | A1/SP+A          | 12+12      | 0+1        | CB              | -               | -               | CL+CM              | 6+3                | 0+0                | RSP         | 4           | 0           | 37     | 1      |
| 2002             | Palmeiras        | A1/SP+A          | 2+0        | 0+0        | CB              | -               | -               | -                  | -                  | -                  | RSP         | 6           | 0           | 8      | 0      |
| Totale Palmeiras | Totale Palmeiras | Totale Palmeiras | 30+29      | 1+2        |                 | 3               | 0               |                    | 21                 | 1                  |             | 20          | 2           | 103    | 6      |
| 2002-2003        | Siena            | B                | 25         | 3          | CI              | 0               | 0               | -                  | -                  | -                  | -           | -           | -           | 25     | 3      |
| 2003-2004        | Siena            | A                | 27         | 8          | CI              | 2               | 0               | -                  | -                  | -                  | -           | -           | -           | 29     | 8      |
| 2004-2005        | Siena            | A                | 21         | 3          | CI              | 0               | 0               | -                  | -                  | -                  | -           | -           | -           | 21     | 3      |
| Totale Siena     | Totale Siena     | Totale Siena     | 73         | 14         |                 | 2               | 0               |                    | -                  | -                  |             | -           | -           | 75     | 14     |
| 2005-2006        | Roma             | A                | 38         | 8          | CI              | 5               | 0               | CU                 | 10                 | 1                  |             | -           | -           | 53     | 9      |
| 2006-2007        | Roma             | A                | 29         | 5          | CI              | 6               | 0               | UCL                | 8                  | 2                  | SI          | 1           | 0           | 44     | 7      |
| 2007-2008        | Roma             | A                | 26         | 6          | CI              | 3               | 0               | UCL                | 6                  | 1                  | SI          | 1           | 0           | 36     | 7      |
| 2008-2009        | Roma             | A                | 28         | 1          | CI              | 1               | 1               | UCL                | 7                  | 0                  | SI          | 0           | 0           | 36     | 2      |
| 2009-2010        | Roma             | A                | 33         | 2          | CI              | 4               | 0               | UEL                | 9                  | 0                  |             | -           | -           | 46     | 2      |
| 2010-2011        | Roma             | A                | 23         | 0          | CI              | 2               | 1               | UCL                | 3                  | 0                  | SI          | 1           | 0           | 29     | 1      |
| 2011-2012        | Roma             | A                | 24         | 1          | CI              | 2               | 0               | UEL                | 0                  | 0                  | -           | -           | -           | 26     | 1      |
| 2012-2013        | Roma             | A                | 4          | 0          | CI              | 2               | 0               | -                  | -                  | -                  | -           | -           | -           | 6      | 0      |
| 2013-2014        | Roma             | A                | 19         | 2          | CI              | 1               | 0               | -                  | -                  | -                  | -           | -           | -           | 20     | 2      |
| Totale Roma      | Totale Roma      | Totale Roma      | 224        | 25         |                 | 26              | 2               |                    | 43                 | 4                  |             | 3           | 0           | 296    | 31     |
| 2014-2015        | Perugia          | B                | 25         | 3          | CI              | 3               | 1               | -                  | -                  | -                  | -           | -           | -           | 28     | 4      |
| 2015-2016        | Perugia          | B                | 15         | 0          | CI              | 1               | 0               | -                  | -                  | -                  | -           | -           | -           | 16     | 0      |
| Totale Perugia   | Totale Perugia   | Totale Perugia   | 40         | 3          |                 | 4               | 1               |                    | -                  | -                  |             | -           | -           | 44     | 4      |
| Totale carriera  | Totale carriera  | Totale carriera  | 396        | 45         |                 | 35              | 3               |                    | 64                 | 5                  |             | 23          | 2           | 518    | 55     |

## Palmarès

### Competizioni statali
- Copa dos Campeões: 1

Palmeiras: 2000

### Competizioni interstatali
- Torneo Rio-San Paolo: 1

Palmeiras: 2000

### Competizioni nazionali
- Campionato italiano di Serie B: 1

Siena: 2002-2003
- Coppa Italia: 2

Roma: 2006-2007, 2007-2008
- Supercoppa italiana: 1

Roma: 2007